# جنغل إنترتينمنت
جنغل إنترتينمنت ((هانغل: 정글 엔터테인먼트))، هي شركة تسجيل كورية جنوبية تأسست بواسطة أسطورة الهيب هوب الكوري  Tiger JK [الإنجليزية]. تنتج في مجال الهيب هوب وموسيقى أر أند بي . حاليا قائمة الفنانين تضم   Leessang [الإنجليزية]، تشونغين، Cho Moon-geun [الإنجليزية]، Loptimist [الإنجليزية] M.I.B [الإنجليزية] وPoten [الإنجليزية]. Drunken Tiger [الإنجليزية] (Tiger JK)، Yoon Mi-rae [الإنجليزية]، وBizzy. تشو سون أه هو الرئيس التنفيذي الحالي بسبب تقاعد Tiger JK [الإنجليزية].

## قائمة الفنانين
- Leessang [الإنجليزية][8]
- Jung-in[9]
- Cho Moon-geun [الإنجليزية] [10]
- Loptimist[11]
- M.I.B [الإنجليزية] (Most Incredible Busters)[12]
- Poten [الإنجليزية][13]

## الفنانين سابقا
- Paloalto [الإنجليزية] (Now with Hi-Lite Records)
- Mc K [الإنجليزية]
- Teby [الإنجليزية]
- Drunken Tiger (Tiger JK [الإنجليزية])
- Yoon Mi-rae [الإنجليزية]
- MFBTY (Yoon Mi-rae، Tiger JK، Bizzy)